# Network Direct Attached Storage

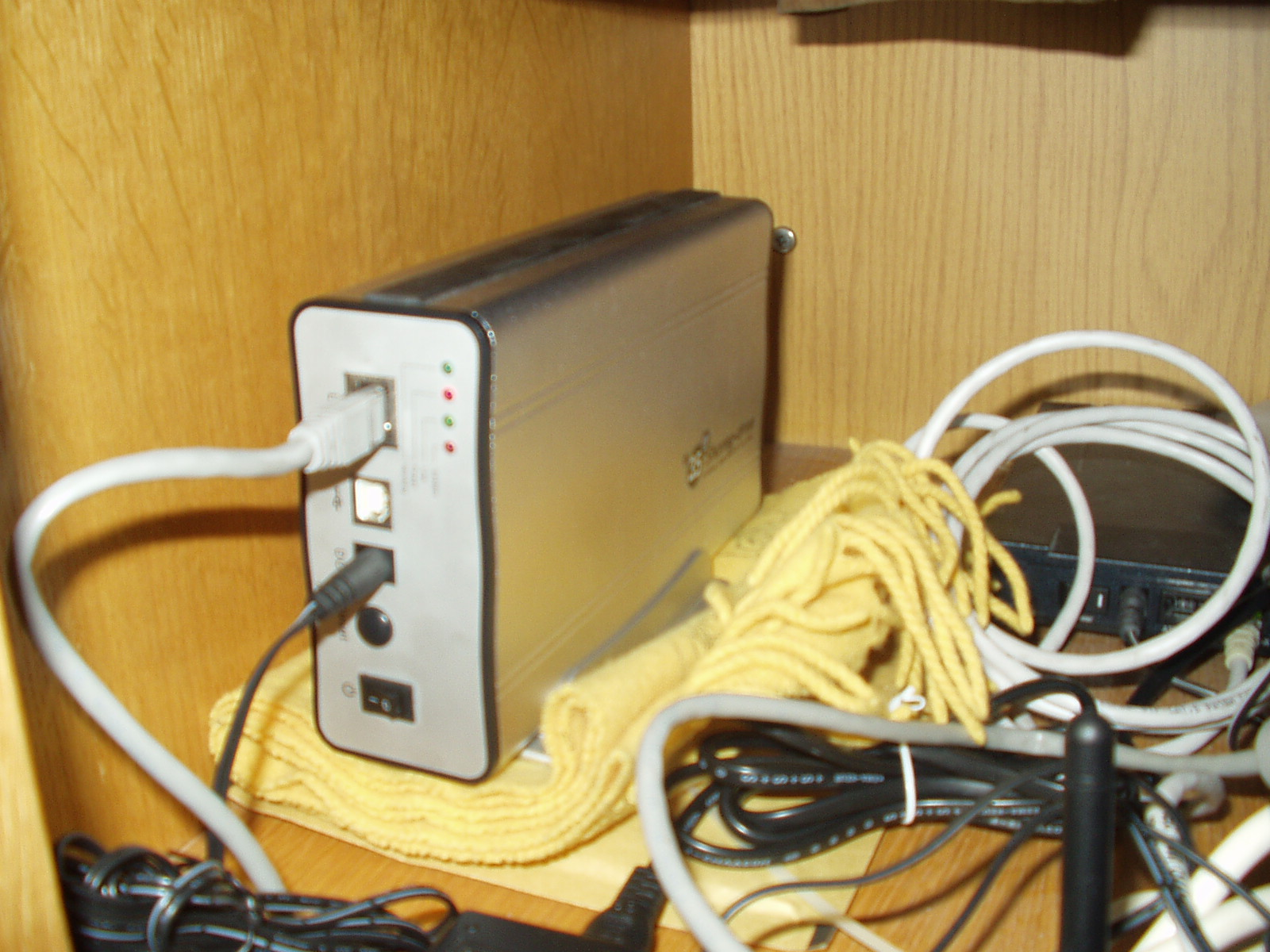
NDAS von chilliGreen

Network Direct Attached Storage (NDAS) ist eine proprietäre Technik zur Anbindung externer Speichermedien wie Festplatten, Flash-Speicher oder Bandlaufwerke an ein Netzwerk. NDAS-Geräte werden direkt an ein Ethernet-Kabel angeschlossen. Die Speichermedien erscheinen auf dem Zielsystem wie lokale Datenträger. NDAS-Systeme nutzen das Netzwerkprotokoll LPX (Lean Packet Exchange), ein proprietäres, von der Firma Ximeta entwickeltes Protokoll, das nicht auf dem TCP/IP-Standard basiert. Die Rechte an der NDAS-Technik hält seit August 2011 der amerikanische Hersteller IOCELL Networks.

## Aufbau und Technik
NDAS-Speichersysteme bestehen üblicherweise aus mindestens einem externen Gehäuse für eine oder mehrere Festplatten. Ins Gehäuse ist eine Steuerelektronik integriert, welche die Netzwerk- und eventuell vorhandene weitere Schnittstellen ansteuert und die Bereitstellung der Daten im Netzwerk regelt. Hinzu kommt noch ein Netzteil zur Spannungsversorgung.
LPX-Protokoll
Die externen Speichermedien werden mit Hilfe eines proprietären Netzwerkprotokolls namens LPX (Lean Packet Exchange) an die Clients angebunden. LPX wird nur von Switches (oder Hubs) weitergeleitet. Ein TCP/IP-Routing, also das Weiterleiten in andere Subnetze über einen Router hinweg, ist folglich nicht möglich. Der Vorteil dieser Implementierung liegt im geringen Overhead sowie in den geringen Systemanforderungen (Rechenleistung, Speicher) des LPX-Protokolls. Hieraus resultiert ein vergleichbar hoher Datendurchsatz, gerade auch bei stromsparenden und daher leistungsschwachen CPUs, wie sie häufig in preisgünstigen und besonders mobilen (Klein-)Geräten verwendet werden. Diese Technik ist vergleichbar mit AoE. Die Anbindung der Clients wird durch ein Treiberprogramm (verfügbar für Windows 95/98/Me/2000/XP/Vista/7, Mac OS 10.2, Linux) realisiert, welches das NDAS als virtuelles SCSI-Laufwerk einbindet.
Verkabelung
NDAS-Datenträger können über Ethernetkabel an Switches, WLAN-Accesspoints oder WLAN-Routern angeschlossen und so für einen oder mehrere Computer im Netz bereitgestellt werden.
Viele NDAS-Systeme für den Endbenutzerbereich sind zusätzlich mit einem USB-2.0-, eSATA- oder (seltener) Firewire-Anschluss ausgestattet, damit die Festplatte bzw. das Festplattenverbundsystem auch als lokaler externer Massenspeicher am Computer angeschlossen werden kann. NDAS-Eigenschaften sind dann allerdings abgeschaltet.
WLAN und Routing
Von der Anbindung des NDAS über WLAN wird von den Herstellern üblicherweise abgeraten, genauso wie darauf verwiesen wird, dass „über das Internet“ kein Zugriff möglich ist. Ebenso wird von Hubs abgeraten. Man kann das netzwerktechnisch so interpretieren, dass das Protokoll LPX generell nicht routingfähig ist.
In der Praxis bedeutet das, dass alle Geräte – NDAS wie auch Zielsysteme – nur in lokalen, nicht gerouteten Netzen betrieben werden können.

## Vergleich mit NAS

### Funktionalität
NDAS-Speichermedien stellen in einer SOHO-Umgebung Speicherkapazität bereit, aber keine darüber hinausgehende Server-Funktionalität wie DHCP, FTP, Media-Streaming, eigene Benutzerverwaltung etc., wie das bei Network Attached Storage (NAS) inzwischen üblich ist. Anfängliche Fehler beim Zugriff über DSL-Router stellen bei den NDAS-Systemen mittlerweile kein Problem mehr dar (Stand Januar 2008), jedoch müssen alle Clients nach wie vor im selben Netzsegment liegen (Okt. 2008, Ximeta: ... Only computers under the same subnet can even attempt to connect to the Netdisk ... ).
Da NDAS-Datenträger aus der Sicht des Betriebssystems wie lokale Datenträger erscheinen, können sie mit lokalen Dateisystemen wie NTFS, HFS+ oder anderen formatiert werden (mit allen Vor- und Nachteilen dieser Dateisysteme), im Gegensatz zum Dateisystem eines NAS-Dateiservers. Daher funktioniert auch die Datensicherung über TimeMachine von Mac OS X (Leopard) einwandfrei mit NDAS.
Die Anzahl gleichzeitiger Benutzer wird je nach Quelle unterschiedlich benannt: Nach Angaben des Unternehmens Ximeta sind maximal 64 parallele Anwender möglich, in der Praxis wird jedoch zu maximal 16 gleichzeitigen Anwendern geraten.

### RAID
Inzwischen bieten die meisten NDAS-Systeme die RAID-Level 0 und 1 an. Während RAID 1 durch Spiegelung zweier Festplatten die Ausfallsicherheit erhöht, kann RAID 0 den Durchsatz steigern – allerdings auf Kosten der Ausfallsicherheit. Das RAID-Array kann auf zwei räumlich verteilte Platten über das Netzwerk gespannt werden. Im Fehlerfall kann bei älteren Implementierungen oder Treibern erhöhter Aufwand nötig sein, das heißt, es müssen ein Backup der verbliebenen Platte erstellt und anschließend beide Festplatten neu formatiert werden. RAID-Level 5 wurde auf der Ximeta-Homepage für circa Mitte 2007 angekündigt.

### Performance
Die Datentransferrate ist bei NDAS-Systemen potentiell besser als bei Network Attached Storage (NAS)-Geräten. Da NAS-Geräte meist ein Mini-Linux als Betriebssystem verwenden und eine Anbindung über TCP/IP bzw. FTP und SMB benötigen, sind bei NAS-Geräten die verfügbare Bandbreite auf dem Netz verringert und CPU und Netzwerkkarten-Chipsatz stärker belastet.
Da NDAS-Medien auf den mit ihnen verbundenen Systemen wie lokale Festplatten erscheinen, auch wenn sie faktisch über das Netzwerk eingebunden sind, können Prozesse, die normalerweise nur lokal ausgeführt werden, alle angeschlossenen PC- oder Serversysteme ausbremsen. Beispiele sind Änderungen an den Dateiattributen oder NTFS-Rechten, der Windows-Index-Service, oder auch Defragmentierung.
Aufgrund von Anwenderberichten rät Ximeta von gerouteten WLAN-Teilstrecken im Netz, 10-MBit-Netzen, Hubs im Netz, sowie von mehr als einer Basis-Partition pro NDAS-System ab.

### Unterstützte Betriebs- und Dateisysteme
Ximeta unterstützt die Betriebssysteme Windows 98SE/2000/XP/2003/Vista/2008/7, verschiedene Linux-Kernel und Mac OS X. Ab Mac OS X 10.6.7 (März 2011) und Windows 10 funktioniert der Ximeta-Treiber nicht mehr, eine Behebung wurde in Aussicht gestellt, aber bisher nicht eingelöst.
Die Windows-Treiber der Version 2.x funktionieren nur zusammen mit dem Dateisystem FAT32, während die Treiber der Version 3.x zusätzlich auch NTFS unterstützen. Unter Windows ist die gemeinsame Verwendung des NDAS-Geräts durch mehrere Computer im Netz sowohl lesend wie auch schreibend möglich.
Unter Mac OS X werden die Dateisysteme HFS, HFS+ und HFSX () unterstützt.
Der Linux-Treiber unterstützt zwar alle für Festplatten üblichen Dateisysteme (z. B. ext2, ext3, FAT32, NTFS), nicht jedoch den gemeinsamen Schreibzugriff durch mehrere Computer. Für den gemeinsamen Schreibzugriff auf das NDAS-Gerät müssen hier Cluster-Dateisysteme, wie das Global File System, OCFS2 oder das Veritas File System, eingesetzt werden. Anderenfalls drohen Beschädigungen des Dateisystems und Datenverluste.

### Handhabung
Während man bei NAS teilweise etwas mehr Aufwand mit der Benutzerverwaltung und der Konfiguration hat – allerdings in der Regel nur einmal –, gibt es bei NDAS einen entsprechenden Aufwand mit der Treiberinstallation bei jedem PC, der zugreifen können soll, sowie bei jedem Benutzer eines Rechners, dem nur restriktive Zugriffsrechte zugewiesen wurden (dies ist im Prinzip das Grundproblem von Windows-Workgroups ohne zentrale Benutzerverwaltung).

## Geräteimplementierungen

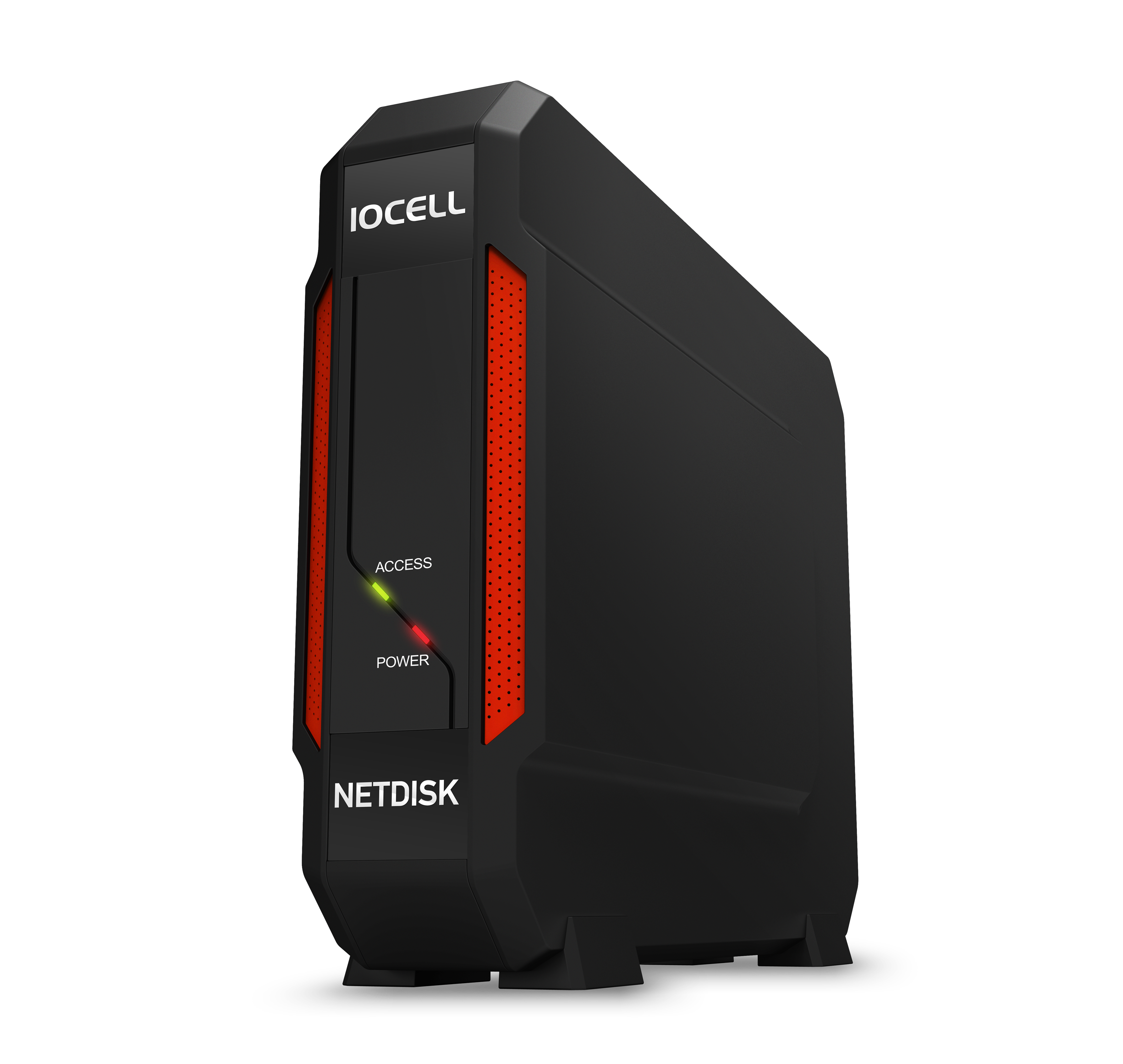
IOCELL Networks NetDISK 351UNE

Alle auf dem Markt angebotenen Geräte, die die NDAS-Technik implementieren, basieren auf Controllern von Ximeta bzw. IOCELL und nutzen die von diesen Firmen entwickelte proprietäre Treibersoftware. Die ursprünglich von Ximeta und noch heute vom Patentinhaber IOCELL selbst angebotenen Geräte werden unter der Marke NETDISK vermarktet. Unterschiedlich ausgestattete Modelle sind im Angebot. Als Geräteanbieter treten neben IOCELL auch andere Firmen auf, etwa die Dawicontrol GmbH aus Göttingen und die SHARKOON Technologies Ltd. aus Taiwan.